# ОШ „Десанка Максимовић” Челопек
ОШ „Десанка Максимовић” једна је од основних школа у Зворнику. Налази се у улици Челопек бб, у Челопеку. Име је добила по Десанки Максимовић, српској песникињи, професорки књижевности и академику Српске академије наука и уметности.

## Историјат
Основна школа „Десанка Максимовић” је основана 21. јуна 2002. године. Назив није мењан од оснивања до данас. У саставу школе се налазе подручна одељења Ораовац, Крижевићи, Каракај, Петковци, Цер и Сјенокос.
Подручна школа Ораовац је основана 1946. године као самостална „Вељко Лукић Курјак” до 1992. године, 1992—2002. је била у саставу ОШ „Свети Сава”, а од 2002. до данас у саставу ОШ „Десанка Максимовић”. Подручна школа Крижевићи је до 1992. године била у саставу ОШ „Вељко Лукић Курјак”, 1992—2002. је била у саставу ОШ „Свети Сава”, а од 2002. до данас у саставу ОШ „Десанка Максимовић”. Објекат подручне школе Каракај је изграђен 2008. године. Подручна школа Петковци је основана као самостална школа „Иво Лола Рибар” 1979. године, 1992. прелази у састав ОШ „Свети Сава”, а од 2002. до данас је у саставу ОШ „Десанка Максимовић”. Подручна школа Цер је била у саставу ОШ „Вељко Лукић Курјак” до 1992. године, а потом у саставу ОШ „Свети Сава” и од 2002. у саставу ОШ „Десанка Максимовић”. Подручна школа Сјенокос је до 1992. године била у саставу ОШ „Иво Лола Рибар”, 1992—2002. је била у саставу ОШ „Свети Сава”, а од 2002. до данас у саставу ОШ „Десанка Максимовић”. Затворена је 1. септембра 2016. године због недостатка ученика.

## Догађаји
Догађаји основне школе „Десанка Максимовић”:
- Светосавска академија
- Дечија недеља
- Дан школе
- Дан ученичких постигнућа[3]
- Светски дан јабука
- Међународни дан жена
- Међународни дан мира[3]